# گامرکو (نیومکزیکو)
گامرکو (به انگلیسی: Gamerco) یک منطقهٔ مسکونی در ایالات متحده آمریکا است که در شهرستان مک‌کینلی واقع شده‌است. گامرکو ۲۲٫۰ کیلومتر مربع مساحت و ۱٬۹۵۶ نفر جمعیت دارد و ۲٬۰۵۶ متر بالاتر از سطح دریا واقع شده‌است.